# 金波 (作家)
金波（1935年—），原名王金波，男，原籍河北冀县，生于北京，中国音乐文学、儿童文学作家，宋庆龄儿童文学奖、全国优秀儿童文学奖得主。